# Загасити репкар
Загасити репкар (лат. Satyrium ilicis) врста је лептира из породице плаваца (лат. Lycaenidae).

## Опис врсте
Сличан малом репкару. Доња страна крила је тамнобраон. Наранџасте тачке са доње стране крила обострано уоквирене црном. Бела линија уз руб крила обично изражена.

## Распрострањење и станиште
Најчешћи по рубовима шума и жбуњацима. Често се виђа на цветовима бурјана и мајчине душице. Има га у целој Европи сем Скандинавије. 

## Биљке хранитељке
Основне биљке Хранитељке су из рода Храстови (Quercus spp.).